# James A. Lindsay
James Stephen Lindsay, född 8 juni 1979, känd professionellt som James A. Lindsay, är en amerikansk författare, kulturkritiker och matematiker.
Tillsammans med Peter Boghossian och Helen Pluckrose författade han 2017–2018 flera studier och inlämnade dem för publikation. Syftet var att belysa och parodiera vad de kallade "grievance studies" (ungefär "klagostudier") och för att exponera vad de menade var politisk korruption som hade tagit ett grepp kring universitetsvärlden. Det kom att kallas för the "grievance studies affair".
Lindsay skrev senare, tillsammans med Pluckrose, boken Cyniska Teorier (2020).